# Leptogaster triangulata
Leptogaster triangulata är en tvåvingeart som beskrevs av Samuel Wendell Williston  1901. Leptogaster triangulata ingår i släktet Leptogaster och familjen rovflugor. Inga underarter finns listade i Catalogue of Life.